# Tuiúcas

Região conhecida como Cabeça do Cachorro, fronteira entre o Brasil e a Colômbia, onde residem muitos dos povos de língua tucana

Os tuiucas são um grupo indígena da família linguística tucana oriental que habita o noroeste do estado brasileiro do Amazonas, mais precisamente as áreas indígenas Alto Rio Negro, Médio Rio Negro I, Médio Rio Negro II, Pari Cachoeira I, Pari Cachoeira II, Pari Cachoeira III, Yauareté I e Yauareté II, além do Resguardo de Vaupés na Colômbia.
Autodenominam-se Dokapuara, Utapinõmakãphõná ou Umerekopinõ. Utapinoponã significa "filhos da cobra de pedra". Sua população foi estimada em 815 no total: 350 na Colômbia e 465 no Brasil (SIL, 1995). Gravações nas pedras de muitas cachoeiras são evidências da ocupação humana da região do Alto Rio Negro desde 1200 anos a.C. Os primeiros contatos com os brancos (expedições portuguesas em busca de escravos e as missões dos jesuítas) aconteceram por volta do ano 1650.
Cultivam mandioca (Manihot esculenta), batata (Ipomoea batatas), inhame (Dioscorea), taioba (Xanthosoma), pupunha (Bactris gasipaes), cacau, plátano, abacate (Persea americana), pimentas (aji) Capsicum, ananás (Ananas comosus), caju (Anacardium occidentale), manga (Mangifera indica), laranja e limão (Citrus × limon). Caçam anta (Tapirus terrestris), porco-do-mato (pecari) (Tayassu pecari), paca (Agouti paca) e jacarés (Caiman crocodilus).

## Xamanismo
O xamanismo ou pajelança tuiuca envolve a crença de que os "pajés do universo" podem afligir os homens com doenças e trovão. Seus espíritos são representados pelas lagartas. Uma cerimônia é necessária para apaziguá-los através de benzimentos. Realizam cerimônias rituais periódicas (ciclo anual) que assumem três formas básicas: caxiris (festas com bebida fermentada - peyuru), dabucuris ou intercâmbio cerimonial, e os ritos de Yurupari envolvendo flautas sagradas, dos quais só participam os homens.
Utilizam diversas plantas psicoativas: o caapi, Banisteriopsis caapi , que preparam em maceração a frio; munõ (cigarrão de tabaco – Nicotiana tabacum); o ipadu – Erythroxylum coca - que consomem comendo durante uma festa ritual (nascimento de crianças, cerimônia Tõkowi , o "ritual de dar o nome" - Yeriponá baseriwi e outros): as folhas, depois de secas e transformadas em um pó fino, são misturadas com folhas de embaúba torrada.

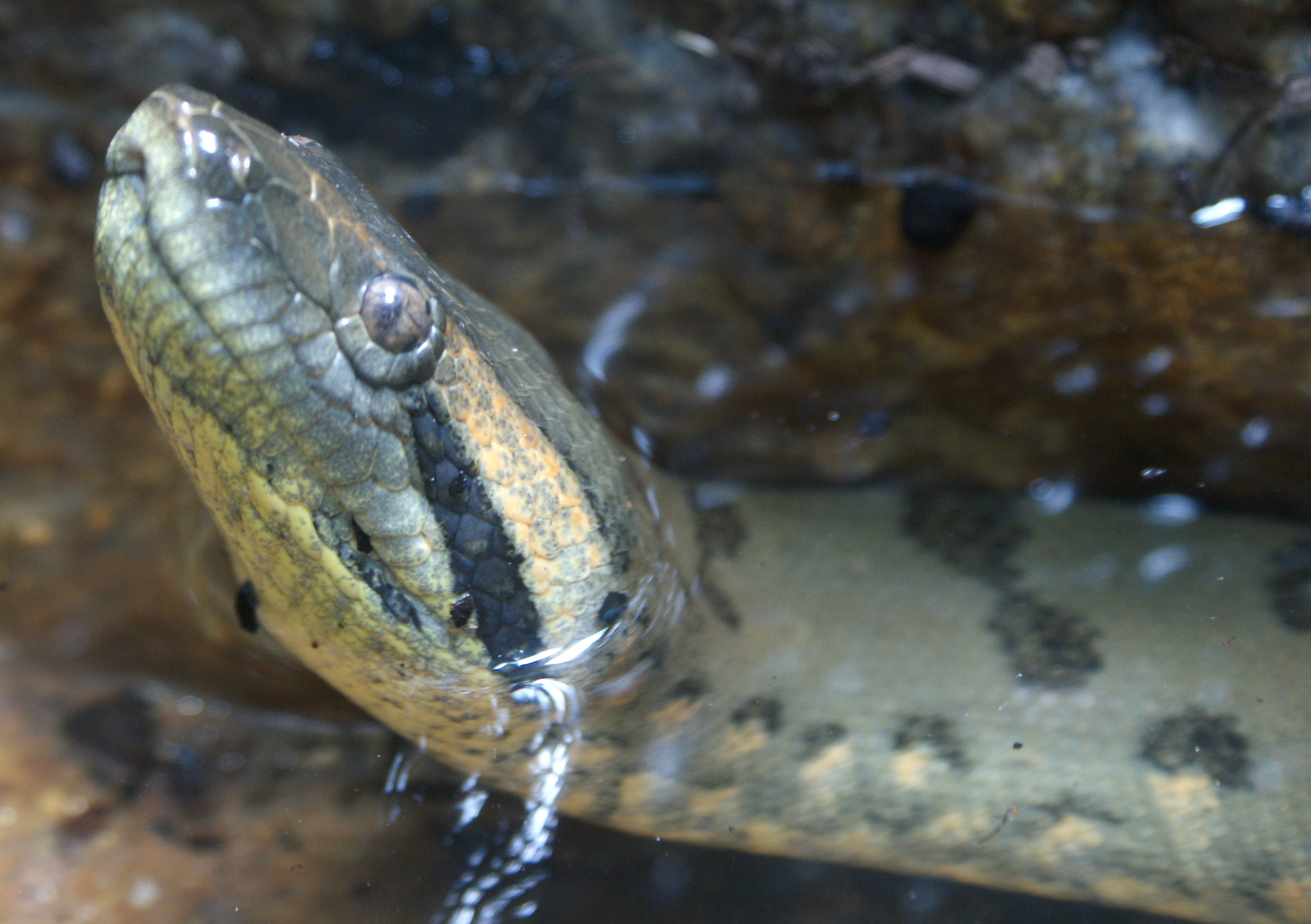
Eunectes murinus: uma das serpentes conhecidas como anaconda

A festa do Yurupari (Jurupari) é interpretada como uma afirmação da identidade, um rito de renascimento: os meninos ficam na posição fetal, bebem ayahuasca ou caapi, são chicoteados pelos kumú - os pajés mais sábios - para serem fortes e, depois, banhados no rio para representar a chegada dos ancestrais pela Anaconda, o Deus da Transformação, Pamuri Koamaku., PHILLIPS, 2011 (o.c.)